# Playa del Castillo de Baños
La playa del Castillo de Baños está situada en la localidad española de Castillo de Baños de Abajo, municipio de Polopos, en la provincia de Granada, comunidad autónoma de Andalucía.